# فوجیکو (هنرپیشه)
فوجیکو (不二子؛ زادهٔ ۵ مارس ۱۹۸۰) هنرپیشه و مدل اهل ژاپن است. از فیلم‌هایی که وی در آن نقش داشته‌است، می‌توان به ویزیتور کیو اشاره کرد.